# Dionüszosz születése-festő
A Dionüszosz születése-festő az i. e. 4. század elején Dél-Itáliában, Apuliában alkotó görög vázafestő volt. Pontos születési és halálozási dátuma nem ismert, és mivel nem szignálta alkotásait, neve sem maradt ránk.
Az apuliai vázafestészetben az i. e. 5. század végén két dekorációs típus alakult ki. A „díszített” stílust olyan nagyméretű edényeken alkalmazták amelyekre zsúfolt mitológiai jeleneteket festettek, a térbeli mélység érzékeltetése végett több síkon elhelyezett figurákkal. „Egyszerű” stílusban a kevés, kiegyensúlyozottan elrendezett alakot felvonultató kisebb méretű edényeket díszítették.
A díszített stílus gyökerei a valamivel korábban alkotó  Sziszüphosz-festő munkásságában keresendő, de a Dionüszosz születése-festő volt az új stílus fő pionírja, az ő vázáin azonosíthatók legjobban az új festésmód korai jellegzetességei. Ismert vázái között öt voluta-kratér található, ez az edényforma rendkívül népszerű válik Apuliában, míg Athénban i. e. 380 után már nem gyártották.
A Dionüszosz születése-festő edényei kerekebbek mint amiket a Sziszüphosz-festő díszített és ez az forma lett a későbbi edények modellje. Névadó vázája Dionüszosz születését ábrázolja Zeusz combjából. Az alakok több sávban, festményekhez hasonló laza elrendezésben jelennek meg a felületen. Más munkáin a kompozíciók kötöttebbek az alakok részben fedhetik is egymást vagy több különálló sávban láthatók.
Gyakran ábrázolt mitológiai témákat, különösen azokat kedvelte ahol harci jelenetek fordultak elő (amazonomakhia, kentauromakhia). A figurákat egy festett vagy bekarcolt vonalra rajzolt, kövekkel és cserjékkel érzékeltetett sziklás tájban helyezte el. A képeken egyértelműen felismerhető a szobrászat hatása, az alakok szoborszerű testtartása a Sziszüphosz-festő hatásának eredménye. Kedvelte az arcok frontális vagy háromnegyedes ábrázolását, a drapériák redőit valószínűleg athéni előképek alapján rövidebb, szaggatott vonalakkal jelenítette meg.
Figyelemre méltóak másodlagos díszítőmotívumai amik a késő-apuliai vázafestészet legszembetűnőbb elemeivé válnak. A voluta-kratérok nyakán kisebb léptékben ábrázolt mitológiai jeleneteket. A később gyakorivá vált női fejek vagy virágmotívumok közötti alakok ekkor még nem jellemzőek, az Iliuperszisz-festő munkásságáig nem jelentek meg. Egy Nápolyban őrzött voluta-kratéren felismerhető a színházzal való kapcsolat, a kép egy Dionüszosznak bemutatott áldozatot ábrázol a kép felső részén egy felakasztott női maszkkal.
Késői munkáin egyre több fehér és sárga hozzáadott színt használt és megváltozik háromnegyedes ábrázolású figurái arckifejezése. Az arcok durvábbá és elgyötörtebbé válnak, ez a fajta ábrázolásmód az egy generációval később alkotó Iliuperszisz-festő és Lükorgosz-festő védjegyévé válik. Egy töredékesen megmarad edényen Apollónt ábrázolta dór temploma mellett, a templomban az isten kultusz szobrával. Az oszlopokat és az ajtót rövidülésben rajzolta meg, a szoborhoz fehér, arany és barna hozzáadott színeket használt árnyékolással, így próbálta érzékeltetni a szobor fémanyagát és a templom térbeliségét. Bár nem járt teljes sikerrel (az oszlopfőket nem tudta hozzáigazítani a fölötte lévő architrávhoz) ez az edény mégis jól illusztrálja az útkeresést a  perspektíva ábrázolásához. Hasonló stílusban készült egy Alkménét ábrázoló vázája is. A gondosan megrajzolt alakok és mindkét vázán a főszereplőket azonosító feliratok később a Dareiosz-festő körében vált általánossá az i. e. 4. század második felében.
A Dionüszosz születése-festő követőiről kevés információval rendelkezünk, mivel munkáik nagyon töredékes állapotban maradtak meg, köztük egy meglehetősen magas színvonalon megfestett kratér Héraklész, Apollón, Artemisz és a Dioszkuroszok képével, és egy voluta-kratér a szakállas Héraklész ábrázolásával.
A Dionüszosz születése-festő és közvetlen követőinek munkássága alapozta meg a díszített stílus fejlődésének következő szakaszát.